# Imre Oravecz
Dans le nom hongrois Oravecz Imre, le nom de famille précède le prénom, mais cet article utilise l’ordre habituel en français Imre Oravecz, où le prénom précède le nom.
Imre Oravecz, né le 15 février 1943 à Szajla, est un écrivain, romancier et poète hongrois.

## Œuvre traduite en français
- Septembre 1972, Cambourakis, 2018.

## Récompenses
- Prix Attila-József (1989) (refusé)
- Prix Kossuth, (2003)